# Hadjina obscura
Hadjina obscura là một loài bướm đêm trong họ Noctuidae.